# Roomanmolen (Sint-Gillis-Waas)
De Roomanmolen is een windmolen in de gemeente Sint-Gillis-Waas, in de deelgemeente Sint-Pauwels.
De Roomanmolen werd gebouwd in 1847. Het is de hoogste stenen windmolen van Vlaanderen. De molen is genoemd naar de molenaarsfamilie die er in 1896 eigenaar van werd. De Roomanmolen deed in het verleden dienst als olie- en moutmolen, maar ook als graan- of korenmolen.
In 1978 nam de Vlaamse Radio- en Televisieomroeporganisatie (destijds BRT) een special op van Tienerklanken, genaamd Jazz in de molen. Het was een registratie van een optreden van het trio Charlie Byrd, gepresenteerd door Jef Ceulemans.
De molen is gerestaureerd en maalvaardig gemaakt. Hij is op geregelde tijdstippen voor het publiek toegankelijk. In 2020 werd hij gerestaureerd en wit gekalkt.

## Fotogalerij

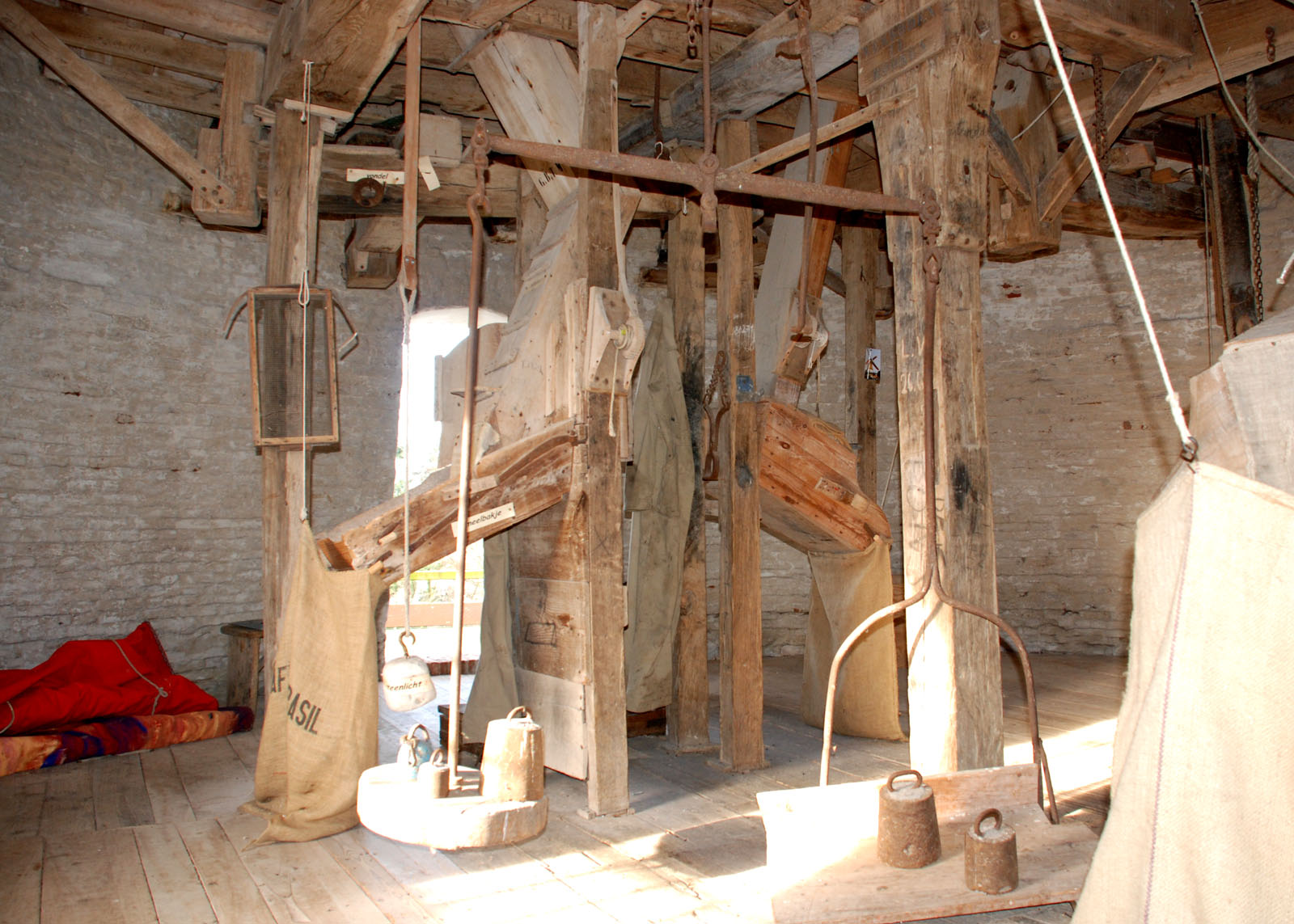
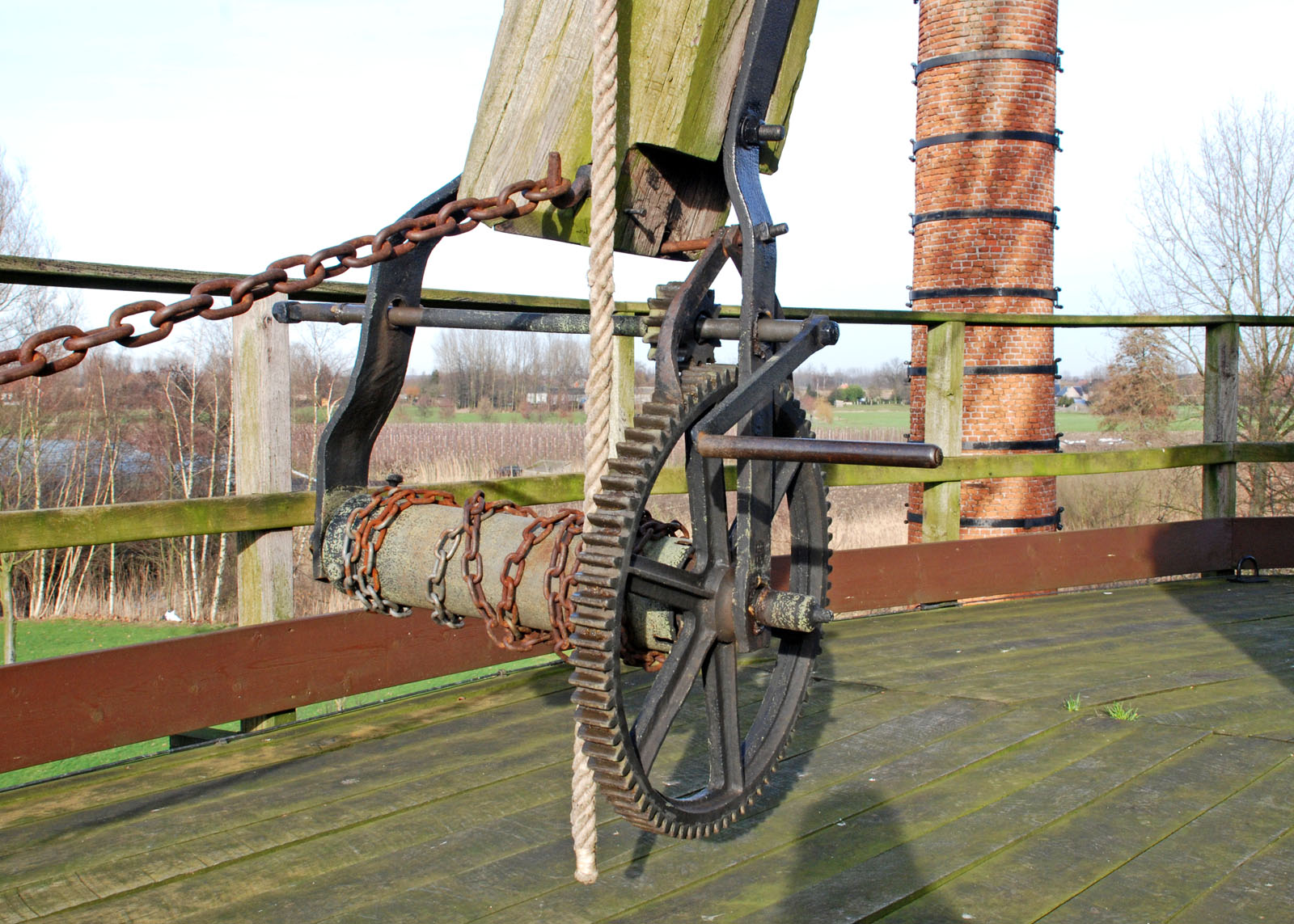
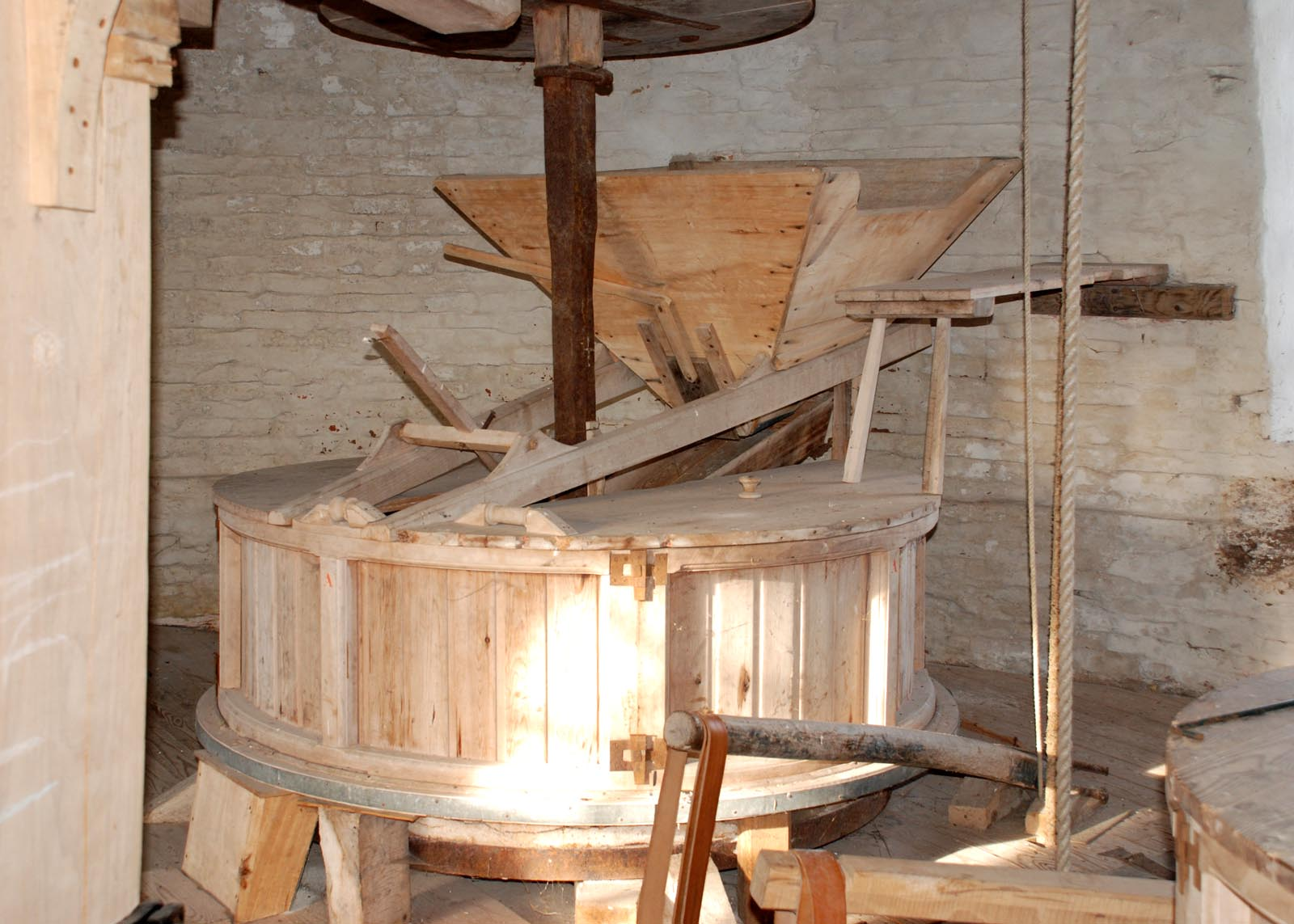
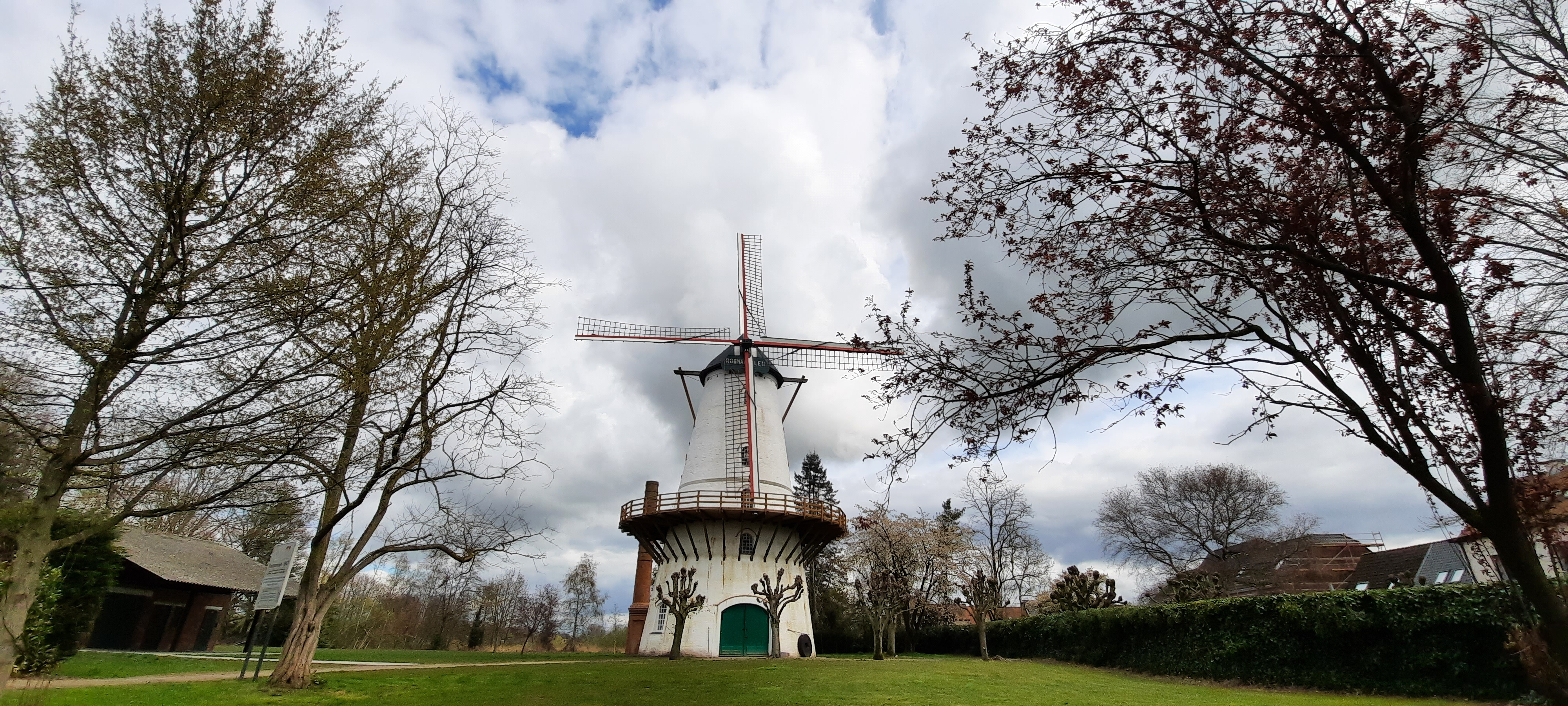

- Inventaris van het Bouwkundig Erfgoed (Vlaanderen): 14869